# Malá Paseka
Malá Paseka (Duits: Kleinpasseka of Klein Passeka) is een Tsjechische plaats in de gemeente Čechtice, regio Midden-Bohemen, en maakt deel uit van het district Benešov. Het dorp ligt op 2,5 kilometer afstand van Čechtice.
Malá Paseka telt 27 inwoners (2021).

## Geschiedenis
De eerste schriftelijke vermelding van het dorp dateert van 1367.
In 1960 werd Malá Paseka, samen met Čechtice, ingedeeld bij het district Benešov.

## Voorzieningen
Er is een brandweerkazerne in het dorp.

## Verkeer en vervoer

### Autowegen
Er leidt een regionale weg naar het dorp.

### Spoorlijnen
Er is geen station in Malá Paseka. Het dichtstbijzijnde station is in Zdislavice, op zo'n dertien kilometer afstand. Dat station ligt aan de spoorlijn van Benešov naar Vlašim.

### Buslijnen
Er is één bushalte in het dorp:
| Halte                 | Lijn(en)    | Traject(en)                                                       | Vervoerder(s)                          |
| --------------------- | ----------- | ----------------------------------------------------------------- | -------------------------------------- |
| Čechtice, Malá Paseka | 406 847 850 | Pelhřimov - Praag-Roztyly Čechice - Čáslavsko Čechtice - Humpolec | CŠAD Benešov CŠAD Benešov CŠAD Benešov |

## Galerij

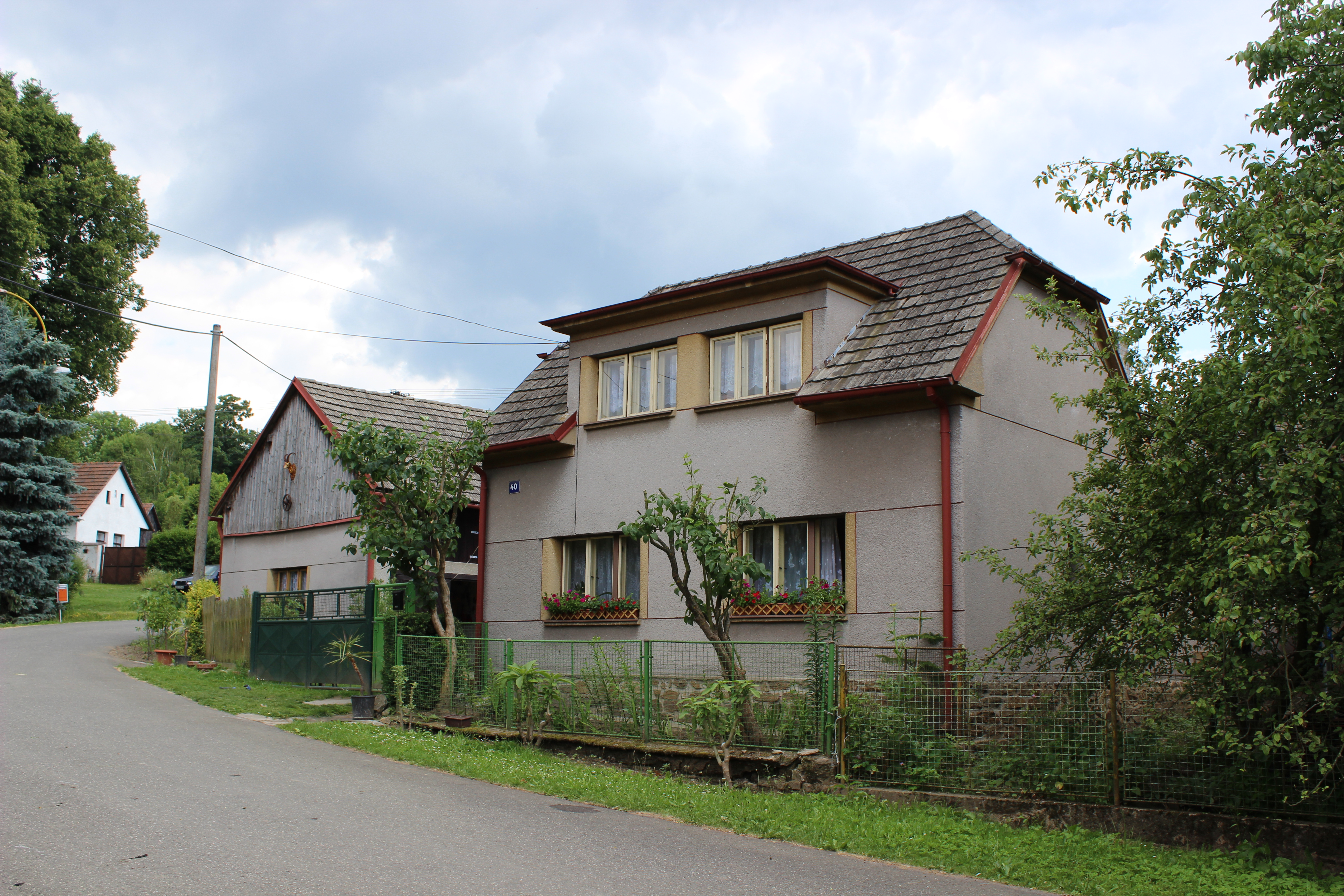
Huis in het dorp (2014)
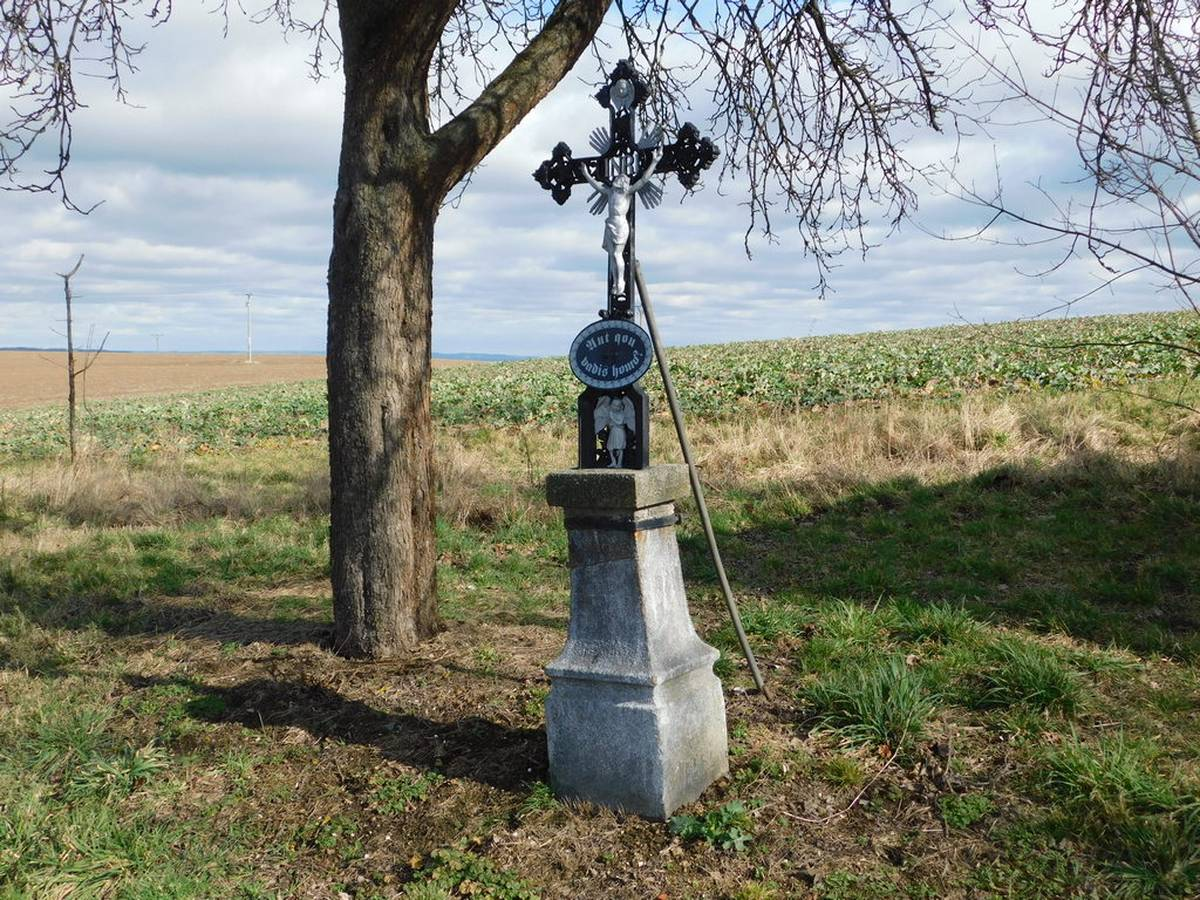
Wegkruis nabij het dorp (2021)
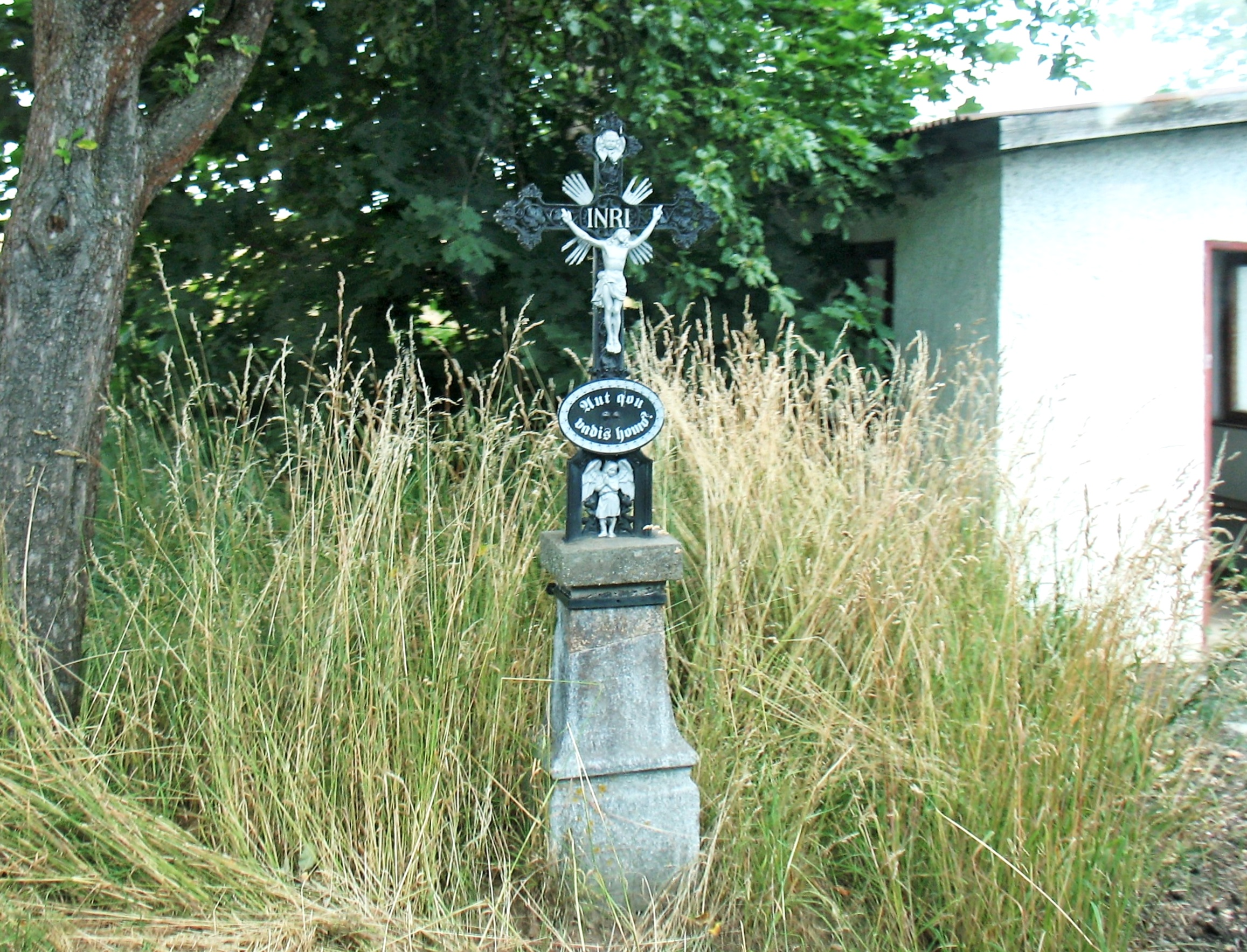
Wegkruis in het dorp (2023)
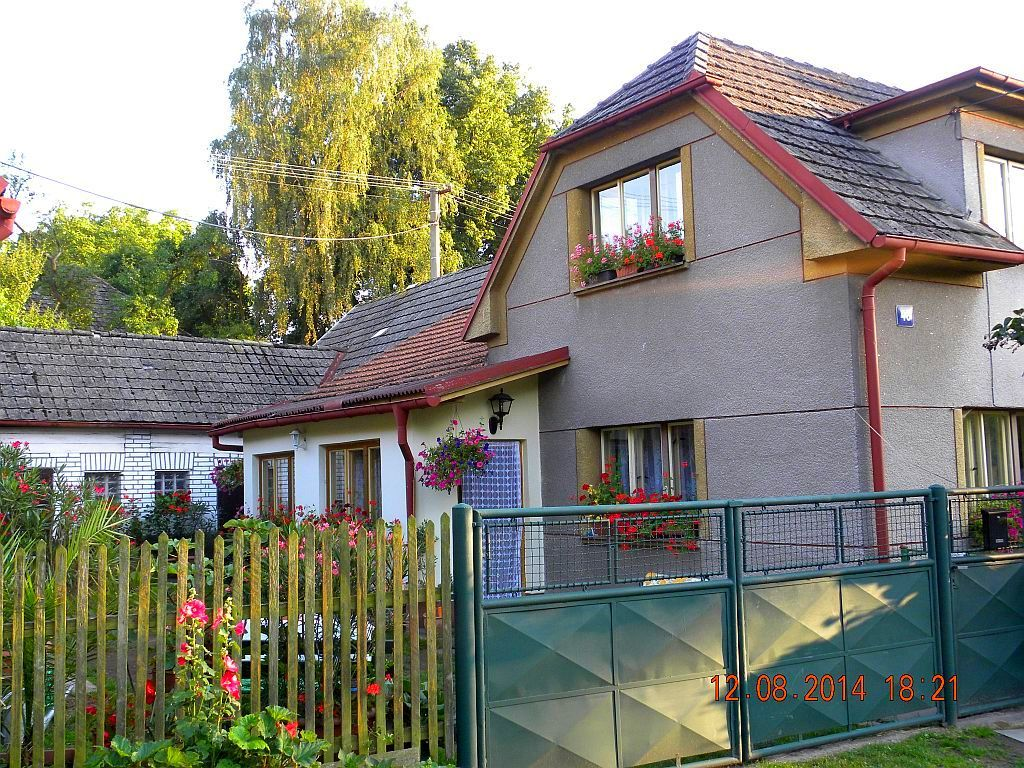
Huis in het dorp (2014)
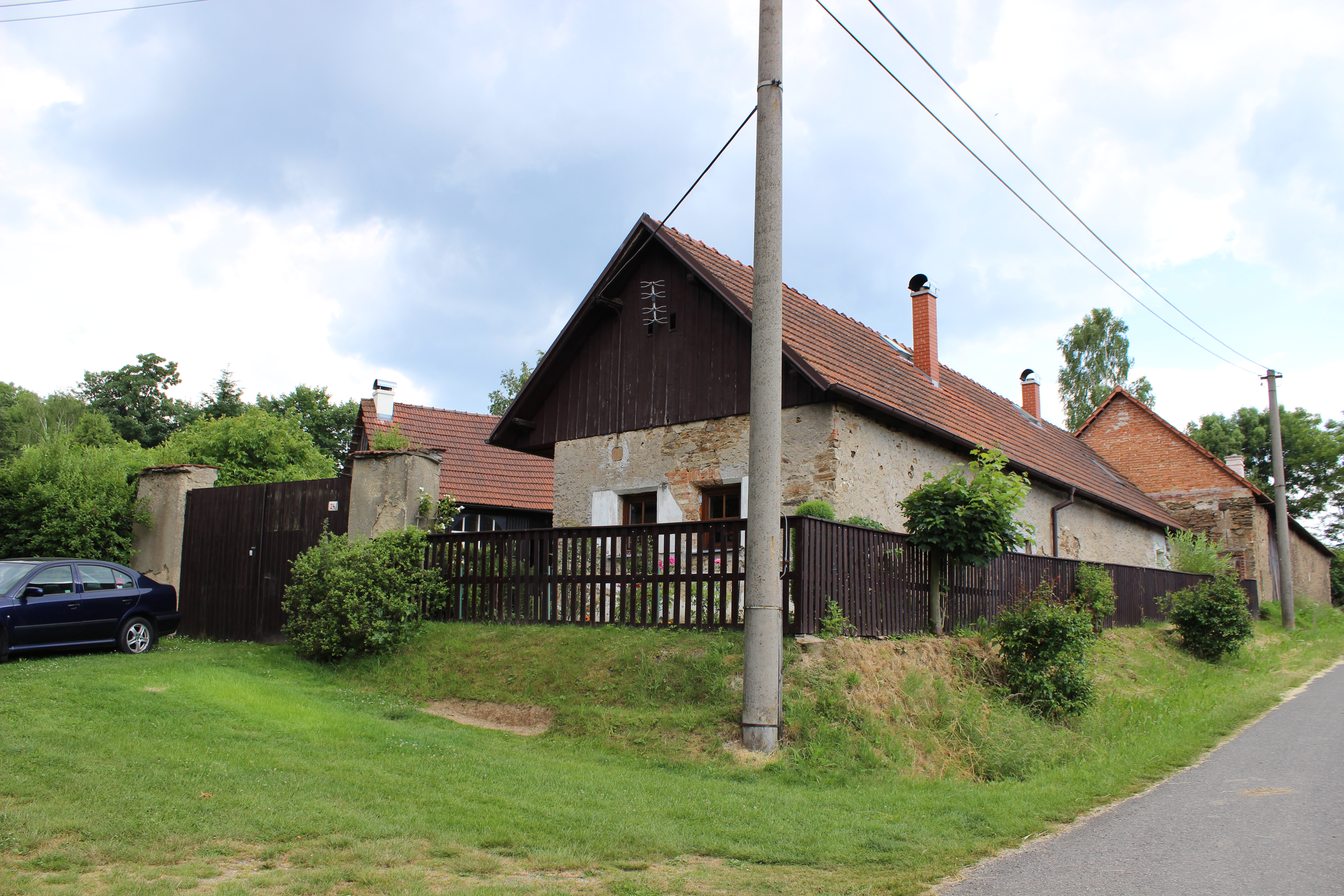
Huis in het dorp (2014)
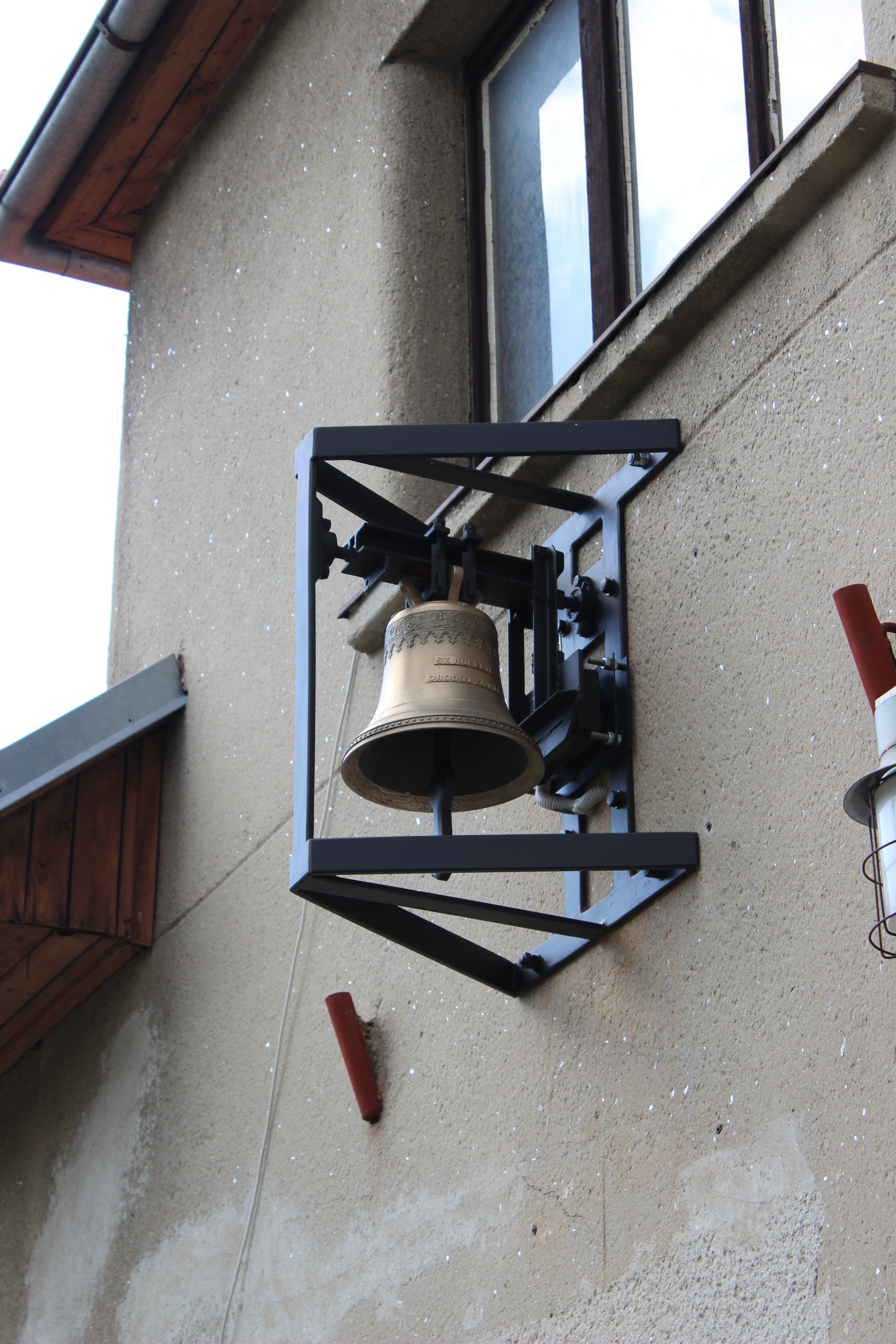
Bel aan de brandweerkazerne (2014)